# Castell de Planes
El castell de Planes és un castell situat al terme municipal de Planes (el Comtat), al bell mig del nucli urbà i en una situació estratègica, entre la confluència de dos barrancs, el de l'Or i un afluent d'aquest.

## Història
D'origen musulmà, el castell presenta elements arquitectònics dels segles XII i xiii. Es creu que va donar servei fins als segle xviii o xix, però que mai va arribar a ser un important castell feudal.
Cal destacar la vital importància de la fortificació duran la conquesta de Castella de les terres del sud de la Corona d'Aragó. Les forces aragoneses, fortificades en aquest emplaçament, van aconseguir aturar les tropes castellanes en els alts del Llombo, molt prop de Planes, en 1363.
Al tossal on s'ubica el castell també s'han trobat restes de l'edat del bronze.

## Estat actual
La seua utilització al llarg de la història ha provocat un gran nombre de remodelacions. Però malgrat això, actualment es conserva gran part de l'original construcció musulmana. La fortificació presenta un recinte poligonal de 220 m. de perímetre i una superfície interior de 2900 m.
El recinte musulmà està bastit amb tapial d'1,30 m de grossària i 0.84 m. d'altura, encara que la zona nord ha estat reconstruïda en època cristiana degut a un possible enderrocament fortuït.
La torre més gran de les presents s'ubica en la zona nord i encara conserva la primera planta. La torre està bastida de tapial de maçoneria i cantonades de carreus. També fou construïda en època cristiana.
Al recinte hi ha altres cinc torres molt semblants entre elles, però que cap d'elles conserva cap estança, únicament hi romanen els basaments i altres restes. A banda dels elements descrits, en la fortificació també s'hi poden trobar altres elements de menor importància, com diversos contraforts i altres reformes cristianes, que varen anar readaptant el castell per a la situació de cada moment.